# Blake Lalli
Pour les articles homonymes, voir Lalli.
Blake Thomas Lalli (né le 12 mai 1983 à Gibsonia, Pennsylvanie, États-Unis) est un ancien receveur et joueur de premier but des Ligues majeures de baseball.

## Carrière
Blake Lalli signe son premier contrat professionnel en 2006 avec les Cubs de Chicago. Il joue en ligues mineures pendant plus de six saisons avec des clubs affiliés aux Cubs avant de faire ses débuts dans le baseball majeur pour Chicago le 18 mai 2012, quelques jours après son 29e anniversaire de naissance. Le 21 mai, il réussit son premier coup sûr dans les majeures contre le lanceur Wilton Lopez des Astros de Houston. Le 27 août, les Cubs échangent Lalli aux Athletics d'Oakland en retour du receveur Anthony Recker.